# Mire Chatman
Mire Dejuan Chatman, (nacido el 24 de agosto de 1978 en Garland, Texas) es un jugador de baloncesto estadounidense. Con 1.87 de estatura, su puesto natural en la cancha es el de base y escolta.

## Trayectoria
- BK Ventspils (2002-2004)
- Pau Orthez (2004-2005)
- Dinamo Moscú (2005-2006)
- Pallacanestro Virtus Roma (2006-2007)
- Triumph Lyubertsy (2007-2008)
- Beşiktaş (2008-2011)
- Pınar Karşıyaka (2011-2012)
- UNICS Kazán (2012-2013)